# Tournoi des Six Nations 2014
Cet article traite de l'épreuve masculine. Pour la compétition féminine, voir Tournoi des Six Nations féminin 2014.
Pour un article plus général, voir Tournoi des Six Nations.
Navigation
Tournoi 2013 Tournoi 2015
Le Tournoi des Six Nations 2014 a lieu du 1er février au 15 mars 2014. La compétition se déroule comme chaque année avec cinq journées disputées en février et mars. Les journées s'étendent sur sept semaines, avec des pauses avant et après la troisième journée. Chacun des six participants affronte tous les autres. Les trois équipes, qui ont en 2014 l'avantage de jouer un match de plus à domicile que les autres, sont la France, l'Irlande et le pays de Galles.
La nation victorieuse de cette édition est l'Irlande.

## Villes et stades
| Londres (Angleterre)                  | Saint-Denis (France)              | Édimbourg (Écosse)                    |
| ------------------------------------- | --------------------------------- | ------------------------------------- |
| Stade de Twickenham Capacité : 82 000 | Stade de France Capacité : 81 338 | Murrayfield Stadium Capacité : 67 130 |
| Le Stade de Twickenham à Londres      | La stade France à Saint-Denis.    | Le stade Murrayfield à Édimbourg.     |
| Rome (Italie)                         | Dublin (Irlande)                  | Cardiff (Pays de Galles)              |
| Stade olympique Capacité : 72 698     | Aviva Stadium Capacité : 51 700   | Millennium Stadium Capacité : 74 500  |
| Le Stade Olympique de Rome            | Aviva Stadium à Dublin            | Le Millennium Stadium à Cardiff       |

## Acteurs du Tournoi des Six Nations

Participants au Tournoi des Six Nations.

### Joueurs

#### Angleterre
| Entraîneur | Entraîneur             | Stuart Lancaster                                               |
| Avants     | Pilier                 | Dan Cole, Joe Marler, Matt Mullan, Henry Thomas, Mako Vunipola |
| Avants     | Talonneur              | Dylan Hartley, Rob Webber, Tom Youngs                          |
| Avants     | Deuxième ligne         | Dave Attwood, Joe Launchbury, Courtney Lawes, Ed Slater        |
| Avants     | Troisième ligne aile   | Tom Johnson, Matt Kvesic, Chris Robshaw (cap.), Tom Wood       |
| Avants     | Troisième ligne centre | Ben Morgan, Billy Vunipola                                     |
| Arrières   | Demi de mêlée          | Danny Care, Lee Dickson, Ben Youngs, Richard Wigglesworth      |
| Arrières   | Demi d'ouverture       | Owen Farrell, George Ford, Stephen Myler                       |
| Arrières   | Centre                 | Brad Barritt, Luther Burrell, Kyle Eastmond, Billy Twelvetrees |
| Arrières   | Ailier                 | Anthony Watson, Jack Nowell, Jonny May, Chris Ashton           |
| Arrières   | Arrière                | Alex Goode, Mike Brown                                         |

#### Écosse
Liste des 35 joueurs de l'équipe d'Écosse retenus pour le début du tournoi.
| Entraîneur | Entraîneur             | Scott Johnson                                                                             |
| Avants     | Pilier                 | Geoff Cross, Alasdair Dickinson, Ryan Grant, Moray Low                                    |
| Avants     | Talonneur              | Ross Ford, Scott Lawson, Pat MacArthur                                                    |
| Avants     | Deuxième ligne         | Grant Gilchrist, Jonny Gray, Richie Gray, Jim Hamilton, Tim Swinson                       |
| Avants     | Troisième ligne aile   | Kelly Brown (cap.), Chris Fusaro, Rob Harley, Kieran Low, Ross Rennie, Alasdair Strokosch |
| Avants     | Troisième ligne centre | Johnnie Beattie, David Denton, Ryan Wilson                                                |
| Arrières   | Demi de mêlée          | Chris Cusiter, Greig Laidlaw                                                              |
| Arrières   | Demi d'ouverture       | Ruaridh Jackson, Duncan Weir                                                              |
| Arrières   | Centre                 | Nick De Luca, Alex Dunbar, Max Evans, Matt Scott, Duncan Taylor                           |
| Arrières   | Ailier                 | Sean Lamont, Sean Maitland, Tommy Seymour, Tim Visser                                     |
| Arrières   | Arrière                | Stuart Hogg, Greig Tonks                                                                  |

#### France
| Entraîneur | Entraîneur             | Philippe Saint-André                                                                        |
| Avants     | Pilier                 | Thomas Domingo, Yannick Forestier, Rabah Slimani, Nicolas Mas, Luc Ducalcon, Vincent Debaty |
| Avants     | Talonneur              | Dimitri Szarzewski, Benjamin Kayser, Brice Mach, Guilhem Guirado                            |
| Avants     | Deuxième ligne         | Alexandre Flanquart, Yoann Maestri, Pascal Papé (cap.), Sébastien Vahaamahina               |
| Avants     | Troisième ligne aile   | Bernard Le Roux, Yannick Nyanga, Antoine Burban, Wenceslas Lauret, Alexandre Lapandry       |
| Avants     | Troisième ligne centre | Damien Chouly, Louis Picamoles                                                              |
| Arrières   | Demi de mêlée          | Jean-Marc Doussain, Maxime Machenaud                                                        |
| Arrières   | Demi d'ouverture       | Jules Plisson, François Trinh-Duc, Rémi Talès                                               |
| Arrières   | Centre                 | Mathieu Bastareaud, Gaël Fickou, Wesley Fofana, Maxime Mermoz                               |
| Arrières   | Ailier                 | Maxime Médard, Yoann Huget, Hugo Bonneval                                                   |
| Arrières   | Arrière                | Brice Dulin                                                                                 |

#### Galles
| Entraîneur | Entraîneur             | Warren Gatland                                                                   |
| Avants     | Pilier                 | Ryan Bevington, Paul James, Gethin Jenkins, Adam Jones, Rhodri Jones, Samson Lee |
| Avants     | Talonneur              | Richard Hibbard, Ken Owens, Emyr Phillips                                        |
| Avants     | Deuxième ligne         | Jake Ball, Andrew Coombs, Luke Charteris, Alun Wyn Jones, Aaron Shingler         |
| Avants     | Troisième ligne aile   | Dan Lydiate, Justin Tipuric, Sam Warburton (cap.)                                |
| Avants     | Troisième ligne centre | Toby Faletau, James King                                                         |
| Arrières   | Demi de mêlée          | Mike Phillips, Rhys Webb, Rhodri Williams                                        |
| Arrières   | Demi d'ouverture       | Dan Biggar, James Hook, Rhys Priestland                                          |
| Arrières   | Centre                 | Jonathan Davies, Jamie Roberts, Scott Williams                                   |
| Arrières   | Ailier                 | Alex Cuthbert, George North                                                      |
| Arrières   | Arrière                | Leigh Halfpenny, Liam Williams                                                   |

#### Irlande
Liste des 42 joueurs de l'équipe d'Irlande retenus pour le début du tournoi.
| Entraîneur | Entraîneur             | Joe Schmidt                                                                                  |
| Avants     | Pilier                 | Rodney Ah You, Cian Healy, David Kilcoyne, Jack McGrath, Martin Moore, Mike Ross             |
| Avants     | Talonneur              | Rory Best, Sean Cronin, Rob Herring                                                          |
| Avants     | Deuxième ligne         | Iain Henderson, Mike McCarthy, Paul O'Connell, Devin Toner, Dan Tuohy                        |
| Avants     | Troisième ligne aile   | Robbie Diack, Chris Henry, Tommy O'Donnell, Peter O'Mahony, Rhys Ruddock                     |
| Avants     | Troisième ligne centre | Robin Copeland, Jamie Heaslip (cap.), Jordi Murphy                                           |
| Arrières   | Demi de mêlée          | Isaac Boss, Kieran Marmion, Conor Murray, Eoin Reddan                                        |
| Arrières   | Demi d'ouverture       | Paddy Jackson, Ian Keatley, Ian Madigan, Jonathan Sexton                                     |
| Arrières   | Centre                 | Darren Cave, Gordon D'Arcy, Robbie Henshaw, Luke Marshall, Fergus McFadden, Brian O'Driscoll |
| Arrières   | Ailier                 | Keith Earls, Luke Fitzgerald, David Kearney, Andrew Trimble                                  |
| Arrières   | Arrière                | Felix Jones, Rob Kearney                                                                     |

#### Italie
| Entraîneur | Entraîneur             | Jacques Brunel                                                                        |
| Avants     | Pilier                 | Martín Castrogiovanni, Lorenzo Cittadini, Alberto De Marchi, Michele Rizzo            |
| Avants     | Talonneur              | Leonardo Ghiraldini, Davide Giazzon                                                   |
| Avants     | Deuxième ligne         | Marco Bortolami, Joshua Furno, Marco Fuser, Quintin Geldenhuys, Antonio Pavanello     |
| Avants     | Troisième ligne aile   | Robert Barbieri, Mauro Bergamasco, Paul Derbyshire, Francesco Minto, Alessandro Zanni |
| Avants     | Troisième ligne centre | Sergio Parisse (cap.)                                                                 |
| Arrières   | Demi de mêlée          | Tobie Botes, Edoardo Gori, Guglielmo Palazzani                                        |
| Arrières   | Demi d'ouverture       | Tommaso Allan, Luciano Orquera                                                        |
| Arrières   | Centre                 | Tommaso Benvenuti, Michele Campagnaro, Gonzalo García, Alberto Sgarbi                 |
| Arrières   | Ailier                 | Mirco Bergamasco, Angelo Esposito, Tommaso Iannone, Leonardo Sarto                    |
| Arrières   | Arrière                | Luke McLean                                                                           |

### Arbitres
Liste des arbitres de champ du Tournoi.
| FIRA-AER                                                                                                  | FORU                          | CAR                           |
| --- | ----------------------------- | ----------------------------- |
| - Wayne Barnes - Jérôme Garcès - Pascal Gaüzère - John Lacey - Nigel Owens - Romain Poite - Alain Rolland | - Chris Pollock - Steve Walsh | - Craig Joubert - Jaco Peyper |

## Les matchs
Le programme 2014 est dévoilé le 16 avril 2013 à Londres.
Les heures sont données dans les fuseaux utilisés par le pays qui reçoit : WET (UTC) dans les îles Britanniques et CET (UTC+1) en France et en Italie.
| 1er février, 14h30                    | Millennium Stadium, Cardiff  | Pays de Galles | 23 – 15 | Italie     |
| 1er février, 18h00 (Trophée Eurostar) | Stade de France, Saint-Denis | France         | 26 – 24 | Angleterre |
| 2 février, 15h00 (Centenary Quaich)   | Aviva Stadium, Dublin        | Irlande        | 28 – 6  | Écosse     |

| 8 février à 14h30                    | Aviva Stadium, Dublin          | Irlande | 26 – 3  | Pays de Galles |
| 8 février, 17h00 (Calcutta Cup)      | Murrayfield Stadium, Édimbourg | Écosse  | 0 – 20  | Angleterre     |
| 9 février, 16h00 (Trophée Garibaldi) | Stade de France, Saint-Denis   | France  | 30 – 10 | Italie         |

| 21 février, 20h00                     | Millennium Stadium, Cardiff  | Pays de Galles | 27 – 6  | France  |
| 22 février, 14h30                     | Stade olympique, Rome        | Italie         | 20 – 21 | Écosse  |
| 22 février, 16h00 (Millennium Trophy) | Stade de Twickenham, Londres | Angleterre     | 13 – 10 | Irlande |

| 8 mars, 14h30 | Aviva Stadium, Dublin          | Irlande    | 46 – 7  | Italie         |
| 8 mars, 17h00 | Murrayfield Stadium, Édimbourg | Écosse     | 17 – 19 | France         |
| 9 mars, 15h00 | Stade de Twickenham, Londres   | Angleterre | 29 – 18 | Pays de Galles |

| Le 15 mars à 13h30 | Stade olympique, Rome        | Italie         | 11 - 52 | Angleterre |
| 15 mars, 14h45     | Millennium Stadium, Cardiff  | Pays de Galles | 51 – 3  | Écosse     |
| 15 mars, 18h00     | Stade de France, Saint-Denis | France         | 20 – 22 | Irlande    |

## Classement
| Rang | Nation             | J | V | N | D | Pm  | Pe  | Diff | Pts |
| ---- | ------------------ | - | - | - | - | --- | --- | ---- | --- |
| 1    | Irlande            | 5 | 4 | 0 | 1 | 132 | 49  | +83  | 8   |
| 2    | Angleterre         | 5 | 4 | 0 | 1 | 138 | 65  | +73  | 8   |
| 3    | Pays de Galles (T) | 5 | 3 | 0 | 2 | 122 | 79  | +43  | 6   |
| 4    | France             | 5 | 3 | 0 | 2 | 101 | 100 | +1   | 6   |
| 5    | Écosse             | 5 | 1 | 0 | 4 | 47  | 138 | -91  | 2   |
| 6    | Italie             | 5 | 0 | 0 | 5 | 63  | 172 | -109 | 0   |

|  | Vainqueur du Tournoi     |
|  | T : tenant du titre 2013 |

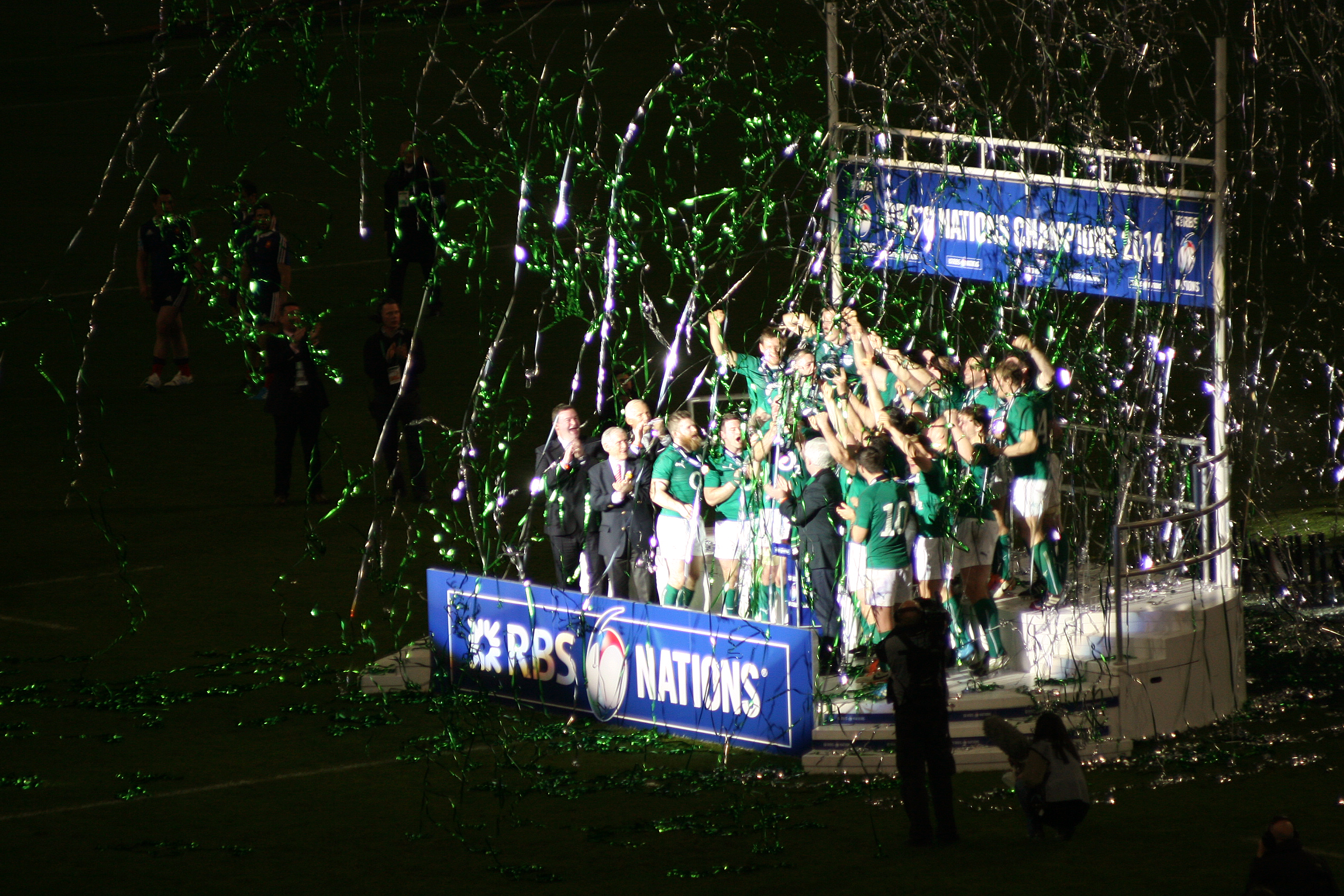
Remise du trophée aux Irlandais (après le match France - Irlande du 15 mars 2014 au Stade de France).

Attribution des points de classement : deux points pour une victoire, un point pour un nul, rien en cas de défaite
Règles de classement : 1. points de classement ; 2. différence de points ; 3. nombre d'essais marqués ; 4. titre partagé

## Statistiques individuelles

### Meilleur joueur du Tournoi
L'anglais Mike Brown est élu meilleur joueur du Tournoi, devançant aux votes Brian O'Driscoll.

### Meilleurs marqueurs
| Rang | Joueur             | Équipe         | Essais |
| ---- | ------------------ | -------------- | ------ |
| 1    | Mike Brown         | Angleterre     | 4      |
| -    | Jonathan Sexton    | Irlande        | 4      |
| 3    | Luther Burrell     | Angleterre     | 3      |
| -    | Yoann Huget        | France         | 3      |
| -    | George North       | Pays de Galles | 3      |
| -    | Andrew Trimble     | Irlande        | 3      |
| 7    | Michele Campagnaro | Italie         | 2      |
| -    | Danny Care         | Angleterre     | 2      |
| -    | Alex Dunbar        | Écosse         | 2      |
| -    | Rob Kearney        | Irlande        | 2      |
| -    | Jamie Roberts      | Pays de Galles | 2      |
| -    | Leonardo Sarto     | Italie         | 2      |

### Meilleurs réalisateurs
| Rang | Joueur             | Équipe         | Points | Essais | Transf. | Pén. | Drops |
| ---- | ------------------ | -------------- | ------ | ------ | ------- | ---- | ----- |
| 1    | Jonathan Sexton    | Irlande        | 66     | 4      | 8       | 10   | 0     |
| 2    | Owen Farrell       | Angleterre     | 64     | 1      | 13      | 11   | 0     |
| 3    | Leigh Halfpenny    | Pays de Galles | 51     | 0      | 3       | 15   | 0     |
| 4    | Jean-Marc Doussain | France         | 30     | 0      | 3       | 8    | 0     |
| 5    | Maxime Machenaud   | France         | 26     | 0      | 4       | 6    | 0     |
| 6    | Tommaso Allan      | Italie         | 21     | 1      | 2       | 4    | 0     |
| 7    | Mike Brown         | Angleterre     | 20     | 4      | 0       | 0    | 0     |
| 8    | Greig Laidlaw      | Écosse         | 19     | 0      | 2       | 5    | 0     |
| 9    | Danny Care         | Angleterre     | 16     | 2      | 0       | 0    | 2     |
| 10   | Luther Burrell     | Angleterre     | 15     | 3      | 0       | 0    | 0     |
| -    | Yoann Huget        | France         | 15     | 3      | 0       | 0    | 0     |
| -    | George North       | Pays de Galles | 15     | 3      | 0       | 0    | 0     |
| -    | Andrew Trimble     | Irlande        | 15     | 3      | 0       | 0    | 0     |

## Première journée

### Galles - Italie
Homme du match : Michele Campagnaro 
Points marqués :
- Galles : 2 essais de Cuthbert (4e) et de Williams (37e) ; 2 transformations de Halfpenny (5e, 39e) ; 3 pénalités de Halfpenny (28e, 66e, 73e)
- Italie : 2 essais de Campagnaro (42e, 68e) ; 1 transformation de Allan (69e) ; 1 pénalité de Allan (13e)

Évolution du score : 7-0, 7-3, 10-3, 17-3, mt, 17-8, 20-8, 20-15, 23-15
Arbitre : John Lacey 
Résumé :
Dès la 4e minute, l'ailier italien Esposito offre le premier essai de la rencontre à Cuthbert, après un ballon mal contrôlé sur un jeu au pied de Priestland (7-0). Mais les Italiens vont se reprendre et enchaîner les temps de jeu sans pour autant trouver l'ouverture. Dominateurs en mêlée et plus rassurants que leurs adversaires dans le secteur de la touche, ils réalisent une prestation solide. En fin de première période, Parisse se voit logiquement refuser un essai après une faute de main. À la 38e minute à la suite d'un plaquage manqué dans l'axe du terrain, Roberts transperce la défense italienne et sert Williams à hauteur. Le break est fait (17-3), à la mi-temps. 
Au retour des vestiaires, c'est au tour des Italiens de contrer les Gallois après une perte de balle de Priestland, l'action est conclue par un essai de Campagnaro (17-8).  Le pays de Galles profite du jeu au pied de Halfpenny pour se donner de l'air (20-8) à la 66e. Juste après Campagnaro effectue une interception dans son camp puis traverse tout le terrain pour inscrire son deuxième essai et permettre à son équipe de revenir au score, (20-15). Halfpenny réussit une nouvelle pénalité, permettant au XV du Poireau de démarrer son Tournoi par une victoire (23-15).
| Pays de Galles · Titulaires · 15 Leigh Halfpenny · 14 Alex Cuthbert · 13 Scott Williams · 12 Jamie Roberts · 11 George North · 10 Rhys Priestland · 9 Mike Phillips 67e · 8 Toby Faletau · 7 Justin Tipuric · 6 Dan Lydiate 64e · 5 Alun Wyn Jones (cap.) · 4 Luke Charteris 57e · 3 Adam Jones 64e · 2 Richard Hibbard 67e · 1 Paul James 78e · Remplaçants · 16 Ken Owens 67e · 17 Ryan Bevington 78e · 18 Rhodri Jones 64e · 19 Andrew Coombs 57e · 20 Sam Warburton 64e · 21 Rhys Webb 67e · 22 James Hook · 23 Liam Williams · Entraîneur · Warren Gatland |  | Italie · Titulaires · Luke McLean 15 · Angelo Esposito 14 · Michele Campagnaro 13 · Alberto Sgarbi 12 · 76e Leonardo Sarto 11 · Tommaso Allan 10 · 65e Edoardo Gori 9 · (cap.) Sergio Parisse 8 · 57e 72e Mauro Bergamasco 7 · 72e Alessandro Zanni 6 · 68e Marco Bortolami 5 · Quintin Geldenhuys 4 · 68e Martin Castrogiovanni 3 · 57e Leonardo Ghiraldini 2 · 55e Michele Rizzo 1 · Remplaçants · 57e Davide Giazzon 16 · 55e Alberto De Marchi 17 · 68e Lorenzo Cittadini 18 · 68e Joshua Furno 19 · 57e Francesco Minto 20 · 65e Tobie Botes 21 · Luciano Orquera 22 · 76e Tommaso Iannone 23 · Entraîneur · Jacques Brunel |

### France - Angleterre
Homme du match : Yoann Huget 
Points marqués :
- France : 3 essais de Huget (1re, 17e) et de Fickou (78e) ; 1 transformation de Machenaud (78e) ; 3 pénalités de Doussain (10e, 22e) et de Machenaud (69e).
- Angleterre : 2 essais de Brown (36e) et de Burrell (47e) ; 1 transformation de Farrell (48e) ; 3 pénalités de Farrell (5e, 43e) et de Goode (72e) ; 1 drop de Care (56e).

Évolution du score : 5-0, 5-3, 8-3, 13-3, 16-3, 16-8, mt, 16-11, 16-18, 16-21, 19-21, 19-24, 26-24
Arbitre : Nigel Owens 
Résumé : 
Les Français donnent le ton dès la 1re minute où Huget plonge dans l'en-but adverse après seulement trente secondes de jeu. Un coup de pied de son jeune ouvreur Plisson (première sélection) et le rebond favorable du ballon permettent à l'équipe de France de mener (5-0), Doussain manquant la transformation en coin.
Les joueurs de Saint-André dominent ensuite toute la première mi-temps à l'image d'un doublé de Huget à la 17e minute. Tout part d'une récupération de Flanquart qui permet à Nyanga de transmettre le cuir au large jusque sur l'aile où Huget réalise un cadrage débordement face à son vis-à-vis avant de remettre intérieur à Dulin venu se proposer. L'arrière tape à suivre et le rebond une nouvelle fois favorable à Huget permet au XV de France de mener (13-3).
La première période s'achève par l'attentisme français qui se traduit par l'essai de Brown à la 36e minute. Une pénalité rapidement jouée et une succession de passes rapides dans la défense permettent à l'Angleterre de recoller au score avant le coup de sifflet, (16-11).
De retour des vestiaires les Français ne vont pas mieux et vont même encaisser un second essai de la part de Burrell à la 47e minute. Vunipola déchire le rideau défensif pour offrir une passe à son deuxième centre qui va aplatir sous les perches tricolores. Farrell transforme, (16-18). Le XV de la Rose monopolise le ballon et reste dangereux en pilonnant les lignes françaises qui mettent tant bien que mal les barbelés. Les joueurs de Lancaster réussissent tout de même à passer un drop à la 56e et une pénalité à la 72e. Le score est alors de (19-24).
Dans un dernier sursaut, les bleus remontent le terrain depuis leurs 22 mètres pour aller chercher l'essai de la victoire. Szarzewski fixe le dernier défenseur après une ultime percée pour transmettre à Fickou qui plante le troisième essai sous les perches anglaises à 2 minutes de la fin. Machenaud transforme et permet à la France de repasser devant, (26-24). Les Français gardent ensuite le ballon au chaud puis Dulin dégage en touche après une dernière mêlée, libérant le public du Stade de France. Le XV de France signe ainsi sa première victoire dans cette édition du Tournoi des Six Nations 2014.
Huget, auteur de deux essais, est élu Talent d'Or du match.
| France · Titulaires · 15 Brice Dulin · 14 Yoann Huget · 13 Mathieu Bastareaud 74e · 12 Wesley Fofana · 11 Maxime Médard · 10 Jules Plisson · 9 Jean-Marc Doussain 57e · 8 Louis Picamoles 65e · 7 Bernard Le Roux 40e · 6 Yannick Nyanga · 5 Pascal Papé (cap.) · 4 Alexandre Flanquart 43e · 3 Nicolas Mas 48e · 2 Benjamin Kayser 43e · 1 Thomas Domingo 48e · Remplaçants · 16 Dimitri Szarzewski 43e · 17 Yannick Forestier 48e · 18 Rabah Slimani 48e · 19 Yoann Maestri 43e · 20 Antoine Burban 40e · 21 Damien Chouly 65e · 22 Maxime Machenaud 57e · 23 Gaël Fickou 74e · Entraîneur · Philippe Saint-André |  | Angleterre · Titulaires · Mike Brown 15 · 65e Jack Nowell 14 · Luther Burrell 13 · Billy Twelvetrees 12 · 8e Jonny May 11 · Owen Farrell 10 · 61e Danny Care 9 · 65e Billy Vunipola 8 · (cap.) Chris Robshaw 7 · Tom Wood 6 · 67e Courtney Lawes 5 · Joe Launchbury 4 · Dan Cole 3 · 58e Dylan Hartley 2 · 51e Joe Marler 1 · Remplaçants · 58e Tom Youngs 16 · 51e Mako Vunipola 17 · Henry Thomas 18 · 67e Dave Attwood 19 · 65e Ben Morgan 20 · 61e Lee Dickson 21 · 65e Brad Barritt 22 · 8e Andy Goode 23 · Entraîneur · Stuart Lancaster |

### Irlande - Écosse
Homme du match : Jamie Heaslip 
Points marqués :
- Irlande : 3 essais de Trimble (40e), Heaslip (46e) et Rob Kearney (70e) ; 2 transformations de Sexton (42e, 72e) ; 3 pénalités de Sexton (13e, 22e, 56e)
- Écosse : 2 pénalités de Laidlaw (18e, 42e)

Évolution du score : 3-0, 3-3, 6-3, 11-3, mt, 11-6, 18-6, 21-6, 28-6
Arbitre : Craig Joubert 
Résumé :
Le début de la rencontre est rythmé par une forte poussée du XV du chardon. La domination écossaise permet d'obtenir une pénalité face aux perches à la 6e minute, mais Laidlaw trouve le poteau. Les Irlandais inversent la tendance et Sexton ne manque pas l'occasion sur pénalité d'ouvrir le score (3-0), à la 13e. Le jeu s'équilibre et Laidlaw permet à son équipe de revenir au score (3-3), à la 18e. Sexton va redonner l'avantage à son équipe (6-3), à la 22e.
À la 30e minute, l'Écosse obtient une mêlée à cinq mètres de la ligne irlandaise. Denton sort du pack et se fait stopper sur la ligne, ne parvenant pas à marquer. Après la sortie sur blessure de l'ailier écossais Maitland, l'Irlande prend le match en main. C'est tout d'abord, Sexton qui transperce la défense adverse, pour ensuite servir Heaslip, mais ce dernier est poussé en touche par Evans juste devant la ligne d'en-but. Cependant les Irlandais restent dans les 22 mètres écossais et à la 40e minute, Trimble inscrit le premier essai du match en bout de ligne, (11-3) à la mi-temps.
Au retour des vestiaires, Laidlaw passe une pénalité, (11-6) à la 42e. Mais à la suite d'une touche à cinq mètres de la ligne écossaise, un maul irlandais se forme, qui enfonce la défense adverse et c'est le capitaine Heaslip qui aplatit, (18-6) à la 46e. C'est ensuite un match à sens unique, les Irlandais prennent complètement l'avantage sur les Écossais. Sexton passe une nouvelle pénalité, (21-6) à la 56e, puis l'arrière Kearney résiste à trois plaquages pour inscrire un nouvel essai, (28-6) score final.
O'Driscoll qui effectue son dernier Tournoi des 6 Nations, devient avec cette 129e sélection, le joueur le plus capé de l'histoire du XV du trèfle.
| Irlande · Titulaires · 15 Rob Kearney · 14 Andrew Trimble · 13 Brian O'Driscoll 72e · 12 Luke Marshall · 11 David Kearney · 10 Jonathan Sexton 72e · 9 Conor Murray 72e · 8 Jamie Heaslip (cap.) · 7 Chris Henry · 6 Peter O'Mahony 65e · 5 Dan Tuohy · 4 Devin Toner 73e · 3 Mike Ross 62e · 2 Rory Best 65e · 1 Cian Healy 63e · Remplaçants · 16 Sean Cronin 65e · 17 Jack McGrath 63e · 18 Martin Moore 62e · 19 Iain Henderson 73e · 20 Tommy O'Donnell 65e · 21 Isaac Boss 72e · 22 Paddy Jackson 72e · 23 Fergus McFadden 72e · Entraîneur · Joe Schmidt |  | Écosse · Titulaires · Stuart Hogg 15 · 31e Sean Maitland 14 · Alex Dunbar 13 · 64e Duncan Taylor 12 · Sean Lamont 11 · Duncan Weir 10 · 73e Greig Laidlaw 9 · David Denton 8 · 56e (cap.) Kelly Brown 7 · Ryan Wilson 6 · 56e Jim Hamilton 5 · Tim Swinson 4 · 65e Moray Low 3 · 67e Ross Ford 2 · 52e Ryan Grant 1 · Remplaçants · 67e Pat MacArthur 16 · 52e Alasdair Dickinson 17 · 65e Geoff Cross 18 · 56e Richie Gray 19 · 56e Johnnie Beattie 20 · 73e Chris Cusiter 21 · 64e Matt Scott 22 · 31e Max Evans 23 · Entraîneur · Scott Johnson |

## Deuxième journée

### Irlande - Galles
(mt : 13 - 0)
Homme du match :  Peter O'Mahony
Points marqués :
- Irlande : 2 essais de Henry (32e) et Jackson (79e) ; 2 transformations de Sexton (33e) et Jackson (80e) ; 4 pénalités de Sexton (8e, 17e, 46e, 60e)
- Galles : 1 pénalité de Halfpenny (56e)

Évolution du score : 3-0, 6-0, 13-0, 16-0, 16-3, 19-3, 26-3
Arbitre :  Wayne Barnes
Résumé :
Début équilibré entre les deux équipes. Les Irlandais profitent de l'indiscipline des Gallois pour ouvrir le score par l'intermédiaire de Sexton, (3-0) à la 8e minute. C'est à nouveau sur une pénalité de Sexton, que l'Irlande creuse l'écart, (6-0) à la 17e. C'est ensuite grâce au bon jeu au pied de l'ouvreur irlandais, que le XV du trèfle prend l'ascendant sur son adversaire. À la 32e, à la suite d'une touche obtenue à 5 mètres de la ligne galloise, un maul se crée et le pack irlandais franchit la ligne d'en-but, c'est Henry qui aplatit. Essai transformé par Sexton, (13-0). La première mi-temps se termine sur ce score.
À la reprise, les irlandais continuent de conserver le ballon et d'occuper le terrain par du jeu au pied. Sexton passe une nouvelle pénalité, (16-0) à la 46e. À la suite d'une faute en mêlée, Halfpenny débloque le score de son équipe sur pénalité, (16-3) à la 56e. Cette embellie galloise est de courte durée, car Sexton creuse à nouveau l'écart, (19-3) à la 60e minute. L'Irlande maîtrise cette fin de match, et à la 79e minute, à la suite d'une touche dans les 22 mètres gallois, les avants irlandais perforent la défense adverse et se retrouvent à quelques mètres de la ligne, Murray sort le ballon et le transmet à Jackson qui aplatit sous les poteaux. Ce dernier transforme lui-même son essai, (26-3) score final.  
| Irlande · Titulaires · 15 Rob Kearney · 14 Andrew Trimble 60e · 13 Brian O'Driscoll · 12 Gordon D'Arcy · 11 David Kearney · 10 Jonathan Sexton 74e · 9 Conor Murray 79e · 8 Jamie Heaslip · 7 Chris Henry · 6 Peter O'Mahony · 5 Paul O'Connell (cap.) 54e · 4 Devin Toner · 3 Mike Ross 54e · 2 Rory Best 72e · 1 Cian Healy 67e · Remplaçants · 16 Sean Cronin 72e · 17 Jack McGrath 67e · 18 Martin Moore 54e · 19 Dan Tuohy 54e 63e · 20 Tommy O'Donnell 63e · 21 Isaac Boss 79e · 22 Paddy Jackson 74e · 23 Fergus McFadden 60e · Entraîneur · Joe Schmidt |  | Pays de Galles · Titulaires · Leigh Halfpenny 15 · Alex Cuthbert 14 · 16e Scott Williams 13 · Jamie Roberts 12 · George North 11 · Rhys Priestland 10 · Mike Phillips 9 · Toby Faletau 8 · (cap.) Sam Warburton 7 · 70e Dan Lydiate 6 · Alun Wyn Jones 5 · 70e Andrew Coombs 4 · 60e Adam Jones 3 · 60e Richard Hibbard 2 · 70e Gethin Jenkins 1 · Remplaçants · 60e Ken Owens 16 · 70e Paul James 17 · 60e Rhodri Jones 18 · 70e Jake Ball 19 · 70e Justin Tipuric 20 · Rhys Webb 21 · James Hook 22 · 16e Liam Williams 23 · Entraîneur · Warren Gatland |

### Écosse - Angleterre
(mt : 0 - 13)
Homme du match :  Mike Brown
Points marqués :
- Écosse :
- Angleterre : 2 essais de Burrell (15e) et Brown (59e) ; 2 transformations de Farrell (16e, 60e) ; 1 pénalité de Farrell (29e) ; 1 drop de Care (6e)

Évolution du score : 0-3, 0-10, 0-13, 0-20
Arbitre :  Jérôme Garcès
Résumé :
Le début de match est à l'avantage des Anglais qui ont la possession du ballon. À la 4e minute, leur domination est récompensée par une pénalité obtenue quasiment face aux poteaux, mais Farrell rate l'occasion d'ouvrir le score. Ce n'est que partie remise, car deux minutes plus tard, les Écossais se mettent à nouveau à la faute dans leur 22 mètres, l'arbitre Mr.Garcès laisse jouer l'avantage et Care en profite pour passer un drop, (0-3) à la 6e. Les Écossais tentent de réagir et obtiennent à leur tour une pénalité mais leur buteur Laidlaw rate la cible. 
À la 15e minute, à la suite d'une touche, les avants du XV de la rose font reculer la défense adverse à quelques mètres de leur ligne, Care sort le ballon et le transmet à Burrell qui marque l'essai malgré le plaquage de Laidlaw. Farrell transforme, (0-10). Le XV du chardon essaye de reprendre le jeu en main, mais les bonnes intentions de jeu écossaises sont annihilées par le manque de puissance des avants. De plus, Laidlaw toujours en manque de réussite, trouve le poteau sur une pénalité à la 17e. Au contraire de Farrell qui creuse le score, (0-13) à la 29e. Les Anglais sont même tout proches de marquer un deuxième essai, Burrell étant stoppé sur la ligne d'en-but, (0-13) à la mi-temps.
La seconde mi-temps est à sens unique, les Anglais monopolisent le ballon. À la 59e minute, l'ailier Novell perce la défense adverse et transmet à son arrière Brown, qui inscrit son deuxième essai dans ce tournoi. Farrell transforme, (0-20). C'est ensuite une gestion du match par les Anglais, qui conservent le ballon dans le camp écossais et malgré plusieurs tentatives, ne parviennent pas à creuser encore plus l'écart. Score final (0-20). C'est la première fois depuis 1978 et un match perdu (0-15) à Murrayfield, que les Écossais ne parviennent pas à marquer un seul point face aux Anglais.
| Écosse · Titulaires · 15 Stuart Hogg · 14 Tommy Seymour 64e · 13 Alex Dunbar 51e à 61e · 12 Matt Scott 72e · 11 Sean Lamont · 10 Duncan Weir · 9 Greig Laidlaw (cap.) 64e · 8 David Denton 52e · 7 Chris Fusaro · 6 Ryan Wilson · 5 Jim Hamilton 69e · 4 Tim Swinson · 3 Moray Low 69e · 2 Ross Ford 42e · 1 Ryan Grant 42e · Remplaçants · 16 Scott Lawson 42e · 17 Alasdair Dickinson 42e · 18 Geoff Cross 69e · 19 Jonny Gray 69e · 20 Johnnie Beattie 52e · 21 Chris Cusiter 64e · 22 Duncan Taylor 72e · 23 Max Evans 64e · Entraîneur · Scott Johnson |  | Angleterre · Titulaires · Mike Brown 15 · Jack Nowell 14 · 73e Luther Burrell 13 · Billy Twelvetrees 12 · 70e Jonny May 11 · Owen Farrell 10 · 73e Danny Care 9 · 69e (cap.) Chris Robshaw 8 · Billy Vunipola 7 · Tom Wood 6 · Courtney Lawes 5 · 62e Joe Launchbury 4 · 75e Dan Cole 3 · 69e Dylan Hartley 2 · 64e Joe Marler 1 · Remplaçants · 69e Tom Youngs 16 · 64e Mako Vunipola 17 · 75e Henry Thomas 18 · 62e Dave Attwood 19 · 69e Ben Morgan 20 · 73e Lee Dickson 21 · 73e Brad Barritt 22 · 70e Alex Goode 23 · Entraîneur · Stuart Lancaster |

### France - Italie
(mt : 9 - 3)
Homme du match :  Wesley Fofana
Points marqués :
- France : 3 essais de Picamoles (42e), Fofana (45e) et Bonneval (52e) ; 3 transformations de Doussain (43e, 46e, 53e) ; 3 pénalités de Doussain (27e, 35e, 39e)
- Italie : 1 essai de Iannone (77e) ; 1 transformation de Orquera (78e) ; 1 pénalité de Allan (29e)

Évolution du score : 3-0, 3-3, 6-3, 9-3, 16-3, 23-3, 30-3, 30-10
Arbitre :  Jaco Peyper
Résumé :
L'équipe de France prend rapidement le match en main, dominant dans l'occupation du terrain et la possession de balle. À la 6e minute, cette domination se traduit par l'obtention de deux pénalités en soixante secondes, mais manquées par Doussain, gêné par le vent. Les Français restent dans les 22 mètres italiens, Plisson manque à son tour un drop face aux poteaux. À la 12e minute, pour leur première incursion dans le camp français, les Italiens obtiennent une pénalité également manquée par Garcia. Les Français reprennent le ballon et reviennent dans le camp adverse. La défense italienne est de plus en plus indisciplinée et Doussain ouvre le score par une pénalité, (3-0) à la 27e. L'Italie égalise deux minutes plus tard grâce à une pénalité de Allan, (3-3). À la 32e minutes, ce dernier a l'occasion de donner l'avantage à son équipe, mais manque la pénalité. La France passent deux nouvelles pénalités à la 35e et 39e minutes par l'intermédiaire de Doussain, (9-3) à la mi-temps.
L'équipe de France mène tambour battant ce début de seconde mi-temps. À la 42e minute, à la suite d'une touche pour les Français obtenue dans les 22 mètres italiens, un maul se crée à la suite de la bonne prise de balle de Nyanga, Picamoles s'échappe, se fait plaquer juste devant la ligne mais parvient à tendre le bras pour aplatir dans l'en-but. L'essai est transformé par Doussain (16-3). La France continue de pousser, Dulin effectue une bonne relance et ramène le jeu dans les 40 mètres italiens, Bastareaud prend le relais et fait parler sa puissance pour encore faire avancer son équipe et créer un regroupement, Fofana ramasse le ballon et se joue de la défense adverse en prenant le côté fermé, évite le plaquage de l'arrière italien McLean et aplatit, (23-3) à la 45e minute. L'Italie revient dans le camp français, mais à la 52e, Fofana intercepte le ballon dans ses 22 mètres, franchit la ligne médiane, transmet à Huget, qui donne à Bonneval à quelques mètres de la ligne et s'en va inscrire son premier essai international pour sa première sélection, (30-3) à la (52e). L'Italie revancharde domine ensuite la fin de match, marquée par beaucoup de fautes françaises et une bagarre à la suite d'une mêlée, provoquant l'expulsion de Slimani et Rizzo. Les assauts répétés des italiens finissent par payer, l'ailier Iannone marquant en bout de ligne à la 77e. L'essai est transformé par Orquera, (30-10) à la fin du match.
| France · Titulaires · 15 Brice Dulin · 14 Yoann Huget · 13 Mathieu Bastareaud 72e · 12 Wesley Fofana · 11 Hugo Bonneval · 10 Jules Plisson 66e · 9 Jean-Marc Doussain 60e · 8 Louis Picamoles 57e · 7 Bernard Le Roux 75e · 6 Yannick Nyanga 74e 75e · 5 Yoann Maestri · 4 Pascal Papé (cap.) 66e · 3 Nicolas Mas 48e 74e · 2 Dimitri Szarzewski 57e · 1 Thomas Domingo 48e · Remplaçants · 16 Benjamin Kayser 57e · 17 Rabah Slimani 48e 70e · 18 Yannick Forestier 48e · 19 Sébastien Vahaamahina 66e 69e à 79e · 20 Damien Chouly 57e · 21 Maxime Machenaud 60e · 22 François Trinh-Duc 66e · 23 Gaël Fickou 72e · Entraîneur · Philippe Saint-André |  | Italie · Titulaires · Luke McLean 15 · Tommaso Iannone 14 · Michele Campagnaro 13 · Gonzalo García 12 · Leonardo Sarto 11 · 63e Tommaso Allan 10 · 63e Edoardo Gori 9 · (cap.) Sergio Parisse 8 · 74e Mauro Bergamasco 7 · 51e Francesco Minto 6 · Joshua Furno 5 · 70e Quintin Geldenhuys 4 · 58e Martin Castrogiovanni 3 · 58e Leonardo Ghiraldini 2 · 58e 74e Alberto De Marchi 1 · Remplaçants · 58e Davide Giazzon 16 · 58e 70e Michele Rizzo 17 · 58e Lorenzo Cittadini 18 · 70e Marco Bortolami 19 · 51e Alessandro Zanni 20 · 63e Tobie Botes 21 · 63e Luciano Orquera 22 · Angelo Esposito 23 · Entraîneur · Jacques Brunel |

## Troisième journée

### Galles - France
(mt : 20 - 6)
Homme du match :  Gethin Jenkins
Points marqués :
- Galles : 2 essais de North (5e) et Warburton (63e) ; 1 transformation d'Halfpenny (63e) ; 5 pénalités d'Halfpenny (2e, 9e, 19e, 34e, 40e)
- France : 2 pénalités de Doussain (16e) et Plisson (31e)

Évolution du score : 3-0, 6-0, 11-0, 11-3, 14-3, 14-6, 17-6, 20-6, 27-6
Arbitre :  Alain Rolland
Résumé :
Les Français sont pris à froid par les Gallois, qui mènent (11-0) au bout de 9 minutes de jeu, à la suite de deux pénalités de Halfpenny et d'un essai de North à la suite d'un cafouillage involontaire entre Dulin et Doussain. Les tricolores tentent de réagir par l'intermédiaire de Huget qui marque un essai à la 12e minute, mais il est refusé pour un en-avant préalable de Papé. La fin de la première mi-temps voit des indisciplines de part et d'autre. Halfpenny en profite pour marquer trois nouvelles pénalités. Doussain et Plisson en marque également chacun une. À la mi-temps le pays de Galles mène (20-6).
Les 20 premières minutes de la seconde période sont marquées par une domination stérile des Bleus avec deux occasions d'essai mais le carton jaune de Picamoles à la 63e minute, est sanctionné deux minutes plus tard d’un second essai gallois aplati par le capitaine Warburton. La France, dominée en agressivité, en mêlée fermée et en conquête, repart de Cardiff avec une défaite (27-6), le plus gros écart depuis le tournoi des Cinq Nations 1950.
| Pays de Galles · Titulaires · 15 Leigh Halfpenny 70e · 14 Alex Cuthbert · 13 George North · 12 Jamie Roberts · 11 Liam Williams · 10 Rhys Priestland 70e · 9 Rhys Webb 70e · 8 Toby Faletau · 7 Sam Warburton (cap.) · 6 Dan Lydiate 50e 62e 70e · 5 Jake Ball 70e · 4 Luke Charteris · 3 Adam Jones 70e · 2 Richard Hibbard 56e · 1 Gethin Jenkins 50e à 60e 70e · Remplaçants · 16 Ken Owens 56e · 17 Paul James 50e 62e 70e · 18 Rhodri Jones 70e · 19 Andrew Coombs 70e · 20 Justin Tipuric 70e · 21 Mike Phillips 70e · 22 Dan Biggar 70e · 23 James Hook 70e · Entraîneur · Warren Gatland |  | France · Titulaires · Brice Dulin 15 · Yoann Huget 14 · 70e Mathieu Bastareaud 13 · Wesley Fofana 12 · Hugo Bonneval 11 · 63e Jules Plisson 10 · 40e Jean-Marc Doussain 9 · 62e à 72e Louis Picamoles 8 · Wenceslas Lauret 7 · 50e Yannick Nyanga 6 · 70e Yoann Maestri 5 · (cap.) Pascal Papé 4 · 50e à 60e Nicolas Mas 3 · 63e Dimitri Szarzewski 2 · 63e Thomas Domingo 1 · Remplaçants · 63e Brice Mach 16 · 63e Yannick Forestier 17 · 50e 62e Vincent Debaty 18 · 63e Sébastien Vahaamahina 19 · 62e Damien Chouly 20 · 40e Maxime Machenaud 21 · 63e Rémi Talès 22 · 70e Gaël Fickou 23 · Entraîneur · Philippe Saint-André |

### Italie - Écosse
(mt : 13 - 3)
Homme du match :  Joshua Furno
Points marqués :
- Italie : 2 essai de Allan (40e) et Furno (70e) ; 2 transformations de Allan (40e) et Orquera (72e) ; 2 pénalités de Allan (14e, 32e)
- Écosse : 2 essai de Dunbar (54e, 68e) ; 1 transformation de Weir (68e) ; 2 pénalités de Laidlaw (23e, 45e) ; 1 drop de Weir (80e)

Évolution du score : 3-0, 3-3, 6-3, 13-3, 13-6, 13-11, 13-18, 20-18, 20-21
Arbitre :  Steve Walsh
Résumé :
Match des mal classés, marqué par la 104e sélection de Parisse et Castrogiovanni, record pour l'équipe d'Italie.
Les Écossais commencent le match en monopolisant le ballon, mais sans concrétiser leur domination. À la 14e minute, à la suite de la première véritable incursion italienne dans le camp adverse, les Italiens obtiennent une pénalité passée par Allan, (3-0). Ensuite, chaque équipe n'arrive pas à prendre le jeu en main, rendant trop souvent le ballon à l'adversaire. Cela se traduit par un duel de buteur, Laidlaw égalisant (3-3) à la 23e, mais Allan redonnant l'avantage à son équipe, (6-3) à la 32e. En toute fin de première période, les Italiens ont l'introduction dans une mêlée dans les 22 mètres écossais. Parisse sort de la mêlée, fixe la défense et crée un regroupement à quelques mètres des poteaux adverses. Le ballon sort rapidement pour Allan qui marque dans l'en-but. Ce dernier se charge de la transformation, (13-3) à la mi-temps.
Les Écossais reviennent avec de meilleurs intentions des vestiaires. Ils réduisent tout d'abord l'écart grâce à une pénalité de Laidlaw, (13-6) à la 45e. Le XV du chardon profite ensuite des nombreuses pertes de balles italiennes. Sur l'une d'elles commise par Gori, Laidlaw écarte rapidement le jeu à l'aile et Dunbar marque en bout de ligne, (13-11) à la 54e minute. Puis les Écossais, plus agressifs qu'en début de rencontre, obtiennent une mêlée au centre du terrain, Cusiter franchit la ligne de défense, combine avec Lamont, puis le demi de mêlée transmet à Dunbar à 40 mètres de la ligne. Ce dernier file marquer son deuxième essai, transformé par Weir, (13-18) à la 68e. Juste après, c'est la révolte italienne, Sarto transperce la défense, et l'action se termine par un essai en bout de ligne de Furno, transformé par Orquera, (20-18) à la 72e. Mais ce match à rebondissement n'est pas terminé. Les Écossais s'installent dans le camp adverse et à la suite d'un gros travail des avants, Weir passe un drop à plus de 30 mètres des poteaux, score final (20-21). C'est la première victoire de l'Écosse à l'extérieur dans le Tournoi depuis 2010 et un match gagné 
(20-23) à Croke Park face à l'Irlande.
| Italie · Titulaires · 15 Luke McLean · 14 Angelo Esposito · 13 Michele Campagnaro · 12 Gonzalo García · 11 Leonardo Sarto · 10 Tommaso Allan 68e · 9 Edoardo Gori 63e · 8 Sergio Parisse (cap.) · 7 Roberto Barbieri 63e · 6 Alessandro Zanni 73e · 5 Joshua Furno · 4 Quintin Geldenhuys · 3 Martin Castrogiovanni 57e · 2 Leonardo Ghiraldini 57e · 1 Alberto De Marchi 57e · Remplaçants · 16 Davide Giazzon 57e · 17 Matías Agüero 57e · 18 Lorenzo Cittadini 57e · 19 Marco Bortolami 73e · 20 Paul Derbyshire 63e · 21 Tobie Botes 63e · 22 Luciano Orquera 68e · 23 Tommaso Iannone · Entraîneur · Jacques Brunel |  | Écosse · Titulaires · Stuart Hogg 15 · 55e Tommy Seymour 14 · 72e Alex Dunbar 13 · Matt Scott 12 · Sean Lamont 11 · Duncan Weir 10 · 63e (cap.) Greig Laidlaw 9 · Johnnie Beattie 8 · 52e Chris Fusaro 7 · Ryan Wilson 6 · Jim Hamilton 5 · Richie Gray 4 · 38e Moray Low 3 · Scott Lawson 2 · 58e Ryan Grant 1 · Remplaçants · Ross Ford 16 · 58e Alasdair Dickinson 17 · 38e Geoff Cross 18 · Tim Swinson 19 · 52e David Denton 20 · 63e Chris Cusiter 21 · 72e Duncan Taylor 22 · 55e Max Evans 23 · Entraîneur · Scott Johnson |

### Angleterre - Irlande
(mt : 3 - 0)
Homme du match :  Mike Brown
Points marqués :
- Angleterre : 1 essai de Care (56e) ; 1 transformation de Farrell (56e) ; 2 pénalités de Farrell (24e, 53e)
- Irlande : 1 essai de Rob Kearney (42e) ; 1 transformation de Sexton (42e) ; 1 pénalité de Sexton (50e)

Évolution du score : 3-0, 3-7, 3-10, 6-10, 13-10
Arbitre :  Craig Joubert
Résumé :
Un début de match très rythmé, avec une première mêlée largement dominée par le pack irlandais, puis s'ensuivent cinq minutes sans arrêt de jeu qui se conclut par une offensive anglaise et un essai de May, refusé car ce dernier lâche le ballon juste avant d'aplatir. C'est ensuite l'Irlande qui prend le jeu en main, restant deux minutes à 5 mètres de la ligne d'en-but anglaise, sans réussir à marquer. Le score est débloqué par Farrell sur pénalité, (3-0) à la 24e minute. Dans cette fin de première période, les deux formations mettent toujours autant d'intensité dans le jeu, mais les défenses hermétiques prennent le pas sur les attaques, score à la mi-temps (3-0).
Au retour des vestiaires, les Irlandais sont les plus entreprenants et à la suite d'une touche sur la ligne des 22 mètres anglais, Heaslip fixe la défense, transmet à Rob Kearney qui se présente dans l'intervalle, l'arrière file marquer le premier essai du match sous les poteaux. Sexton transforme, (3-7) à la 42e. Les Irlandais continuent de prendre le dessus grâce à l'énorme travail des avants et ils obtiennent une nouvelle pénalité passée par Sexton, (3-10) à la 50e. Mais l'Angleterre réagit, tout d'abord grâce à une pénalité de Farrell, (6-10) à la 53e. Puis à la suite d'une percée depuis son camp de l'arrière Brown, il transmet ensuite à 40 mètres de l'en-but irlandais au demi de mêlée Care, qui termine sa course sous les poteaux. Transformation de Farrell, (13-10) à la 56e. Dans cette fin de match, même si les Irlandais mettent beaucoup de cœur, leur velléités offensives sont bien contenus par la défense anglaise. 
Score final (13-10), les supporters anglais entonnent Swing Low, Sweet Chariot pour fêter le XV de la rose qui sort vainqueur d'un grand match de rugby.
| Angleterre · Titulaires · 15 Mike Brown · 14 Jack Nowell · 13 Luther Burrell · 12 Billy Twelvetrees · 11 Jonny May · 10 Owen Farrell · 9 Danny Care · 8 Billy Vunipola 36e · 7 Chris Robshaw (cap.) · 6 Tom Wood 69e · 5 Courtney Lawes · 4 Joe Launchbury · 3 David Wilson 69e · 2 Dylan Hartley 74e · 1 Joe Marler 63e · Remplaçants · 16 Tom Youngs 74e · 17 Mako Vunipola 63e · 18 Henry Thomas 69e · 19 Dave Attwood 69e · 20 Ben Morgan 36e · 21 Lee Dickson · 22 George Ford · 23 Alex Goode · Entraîneur · Stuart Lancaster |  | Irlande · Titulaires · Rob Kearney 15 · 65e Andrew Trimble 14 · 79e Brian O'Driscoll 13 · Gordon D'Arcy 12 · David Kearney 11 · Jonathan Sexton 10 · 79e Conor Murray 9 · Jamie Heaslip 8 · 73e Chris Henry 7 · 69e Peter O'Mahony 6 · (cap.) Paul O'Connell 5 · Devin Toner 4 · 61e Mike Ross 3 · 73e Rory Best 2 · 71e Cian Healy 1 · Remplaçants · 73e Sean Cronin 16 · 71e Jack McGrath 17 · 61e Martin Moore 18 · 69e Iain Henderson 19 · 73e Jordi Murphy 20 · 79e Isaac Boss 21 · 79e Paddy Jackson 22 · 65e Fergus McFadden 23 · Entraîneur · Joe Schmidt |

## Quatrième journée

### Irlande - Italie
(mt : 17 - 7)
Homme du match :  Brian O'Driscoll
Points marqués :
- Irlande : 7 essais de Sexton (6e, 60e), Trimble (38e), Healy (53e), Cronin (69e), McFadden (77e) et McGrath (80e) ; 4 transformations de Sexton (6e, 39e) et Jackson (69e, 77e) ; 1 pénalité de Sexton (32e)
- Italie : 1 essai de Sarto (24e) ; 1 transformation de Orquera (25e)

Évolution du score : 7-0, 7-7, 10-7, 17-7, 22-7, 27-7, 34-7, 41-7, 46-7
Arbitre :  Nigel Owens
Résumé :
Un match particulier à l'Aviva Stadium, où O'Driscoll fête sa 140e sélection (en comptant les 8 capes sous le maillot des Lions britanniques et irlandais), record mondial dépassant l'Australien George Gregan. C'est également son dernier match international à Dublin.
Les Irlandais commencent le match le pied aux plancher, conservant le ballon 5 minutes sans interruption, accumulant 21 temps de jeu. Ils obtiennent une mêlée à 40 mètres des poteaux adverses. Murray extrait le ballon, transmet à Sexton qui combine avec O'Driscoll. Le demi d'ouverture récupère le ballon, se joue de la défense italienne et termine sa course dans l'en-but. Il transforme lui-même son essai, (7-0) à la 6e minute. Cependant les Italiens ne baissent pas les bras et après avoir buté à plusieurs reprises sur la défense adverse, Sarto trouve l'ouverture le long de la ligne de touche, évite le retour de Trimble et de David Kearney et aplatit sous les poteaux. Orquera transforme, (7-7) à la 25e.
Les Irlandais vont reprendre la possession du ballon, et à la 30e minute, Reddan qui remplace Murray blessé, est stoppé à un mètre de la ligne à la suite d'une mêlée dans les 22 mètres italien. À la suite de cette action, Sexton redonne l'avantage à son équipe grâce à une pénalité, (10-7) à la 32e. Les Irlandais campent ensuite dans le camp italien, et à la 38e, à la suite d'une énième phase de jeu, O'Driscoll arrive à transmettre à Trimble après contact, l'ailier file dans l'en-but. Sexton transforme l'essai, (17-7) à la mi-temps.
La seconde mi-temps démarre par une grosse domination irlandaise, récompensée par un essai du pilier Healy, (22-7) à la 53e minute. L'écart entre les deux équipes continue de s'agrandir. À la suite d'une mêlée et d'un effort collectif des avants irlandais, Heaslip puis O'Driscoll transmettent après contact, le ballon termine à l'aile où Sexton marque son deuxième essai du match, (27-7) à la 60e.
À la 62e minute, O'Driscoll sort sous une ovation de tout le public de l'Aviva Stadium. Le centre irlandais est nommé l'homme du match.
La seconde période est toujours autant à sens unique, le XV du trèfle inscrit un nouvel essai à la suite d'un gros travail du pack conclu par Cronin. Jackson transforme, (34-7) à la 69e minute. Les irlandais enfoncent encore le clou avec un essai de McFadden, (41-7) à la 77e. Les Italiens boivent le calice jusqu'à la lie, les Irlandais souhaitant soigner leur goal average, inscrivent un septième essai dans les arrêts de jeu par l'intermédiaire de McGrath. Score final (46-7).
| Irlande · Titulaires · 15 Rob Kearney · 14 Andrew Trimble · 13 Brian O'Driscoll 61e · 12 Gordon D'Arcy · 11 David Kearney · 10 Jonathan Sexton 63e · 9 Conor Murray 16e · 8 Jamie Heaslip · 7 Chris Henry 73e · 6 Iain Henderson 53e · 5 Paul O'Connell (cap.) · 4 Devin Toner · 3 Mike Ross 56e · 2 Rory Best 54e · 1 Cian Healy 53e · Remplaçants · 16 Sean Cronin 54e · 17 Jack McGrath 53e · 18 Martin Moore 56e · 19 Rhys Ruddock 53e · 20 Jordi Murphy 73e · 21 Eoin Reddan 16e · 22 Paddy Jackson 63e · 23 Fergus McFadden 61e · Entraîneur · Joe Schmidt |  | Italie · Titulaires · Luke McLean 15 · Angelo Esposito 14 · Michele Campagnaro 13 · 63e Gonzalo García 12 · Leonardo Sarto 11 · 63e Luciano Orquera 10 · 70e Tito Tebaldi 9 · Robert Barbieri 8 · 34e 39e 53e Paul Derbyshire 7 · Joshua Furno 6 · 63e (cap.) Marco Bortolami 5 · Quintin Geldenhuys 4 · 7e Martin Castrogiovanni 3 · 70e Leonardo Ghiraldini 2 · 56e 70e Alberto De Marchi 1 · Remplaçants · 70e Davide Giazzon 16 · 56e Michele Rizzo 17 · 7e 70e Lorenzo Cittadini 18 · 63e Antonio Pavanello 19 · 34e 39e 56e Manoa Vosawai 20 · 70e Edoardo Gori 21 · 63e Tommaso Allan 22 · 63e Andrea Masi 23 · Entraîneur · Jacques Brunel |

### Écosse - France
(mt : 14 - 9)
Homme du match :  David Denton
Points marqués :
- Écosse : 2 essais de Hogg (12e) et Seymour (22e) ; 2 transformations de Laidlaw (13e, 23e) ; 1 pénalité de Weir (61e)
- France : 1 essai de Huget (46e) ; 1 transformation de Machenaud (47e) ; 4 pénalités de Machenaud (2e, 11e, 17e) et Jean-Marc Doussain (78e)

Évolution du score : 0-3, 0-6, 7-6, 7-9, 14-9, 14-16, 17-16, 17-19
Arbitre :  Chris Pollock
Résumé :
La France prend le meilleur départ dans ce match, sur la première mêlée les Écossais se mettent à la faute. Machenaud passe la pénalité, (0-3) à la 2e minute. Les Français continuent leur domination, sur un ballon de récupération, le jeu part à l'aile où Huget déborde, transmet à Mermoz qui est stoppé à 5 mètres de la ligne d'en-but. Dans la continuité de l'action, les bleus obtiennent une nouvelle pénalité passée par Machenaud, (0-6), à la 11e. Immédiatement après, Machenaud voulant taper une chandelle, se fait contrer par Jim Hamilton. Les avants du XV du chardon rentrent dans les 22 mètres adverses, Laidlaw transmet à Hogg qui tape à son tour une chandelle dans l'en-but français. Dulin et Huget se gênent, ce dernier ne parvient pas à maîtriser le ballon, Hogg qui a suivi, aplatit le premier. Laidlaw transforme (7-6) à la 13e minute. Les français réagissent rapidement et reprennent l'avantage grâce à une pénalité de Machenaud, (7-9). À la 22e minute, à la suite d'une touche écossaise sur la ligne des 22 mètres français, puis une succession de ballons portés par le pack, une combinaison Weir, Scott et Seymour permet à l'ailier de déchirer le rideau défensif français et file à l'essai. Laidlaw transforme, (14-9). La suite de la première mi-temps est marquée par un grand nombre de touches françaises ratées et perdues. Score à la mi-temps (14-9).
Le début de seconde mi-temps est marqué par une domination écossaise sur la possession de ballon et l'occupation du terrain, mais qui ne se concrétise pas au tableau d'affichage. À la 46e minute, Huget qui intercepte le ballon dans ses 22 mètres, traverse tout le terrain et aplatit dans l'en-but. Machenaud transforme, (14-16). L'intensité du match baisse ensuite fortement et les deux équipes s'en remettent à leurs buteurs. La pénalité de Laidlaw est trop courte à la 60e. Son coéquipier Weir prend le relais à la 62e et permet à son équipe de reprendre l'avantage au score, (17-16). Mais celui-ci manque l'occasion de tuer le match à la 75e minute en ratant la pénalité. Les Français pourtant dominé une grande partie de la seconde mi-temps, font un dernier effort et obtiennent une pénalité face aux poteaux dans les derniers instants. Doussain donne la victoire au XV de France, score final (17-19).
| Écosse · Titulaires · 15 Stuart Hogg · 14 Tommy Seymour · 13 Alex Dunbar · 12 Matt Scott · 11 Sean Lamont 29e · 10 Duncan Weir · 9 Greig Laidlaw · 8 David Denton · 7 Kelly Brown (cap.) · 6 Johnnie Beattie 16e · 5 Jim Hamilton 68e · 4 Richie Gray · 3 Geoff Cross · 2 Scott Lawson 51e · 1 Ryan Grant · Remplaçants · 16 Ross Ford 51e · 17 Moray Low · 18 Euan Murray · 19 Tim Swinson 68e · 20 Ryan Wilson 16e · 21 Chris Cusiter · 22 Duncan Taylor · 23 Max Evans 29e · Entraîneur · Scott Johnson |  | France · Titulaires · Brice Dulin 15 · Yoann Huget 14 · 68e Mathieu Bastareaud 13 · Maxime Mermoz 12 · Maxime Médard 11 · 47e Jules Plisson 10 · 74e Maxime Machenaud 9 · Alexandre Lapandry 8 · Damien Chouly 7 · 66e Sébastien Vahaamahina 6 · 59e Yoann Maestri 5 · (cap.) Pascal Papé 4 · 59e Nicolas Mas 3 · 47e Brice Mach 2 · 68e Thomas Domingo 1 · Remplaçants · 47e Guilhem Guirado 16 · 68e Vincent Debaty 17 · 59e Rabah Slimani 18 · 59e Alexandre Flanquart 19 · 66e Antonie Claassen 20 · 74e Jean-Marc Doussain 21 · 47e Rémi Talès 22 · 68e Gaël Fickou 23 · Entraîneur · Philippe Saint-André |

### Angleterre - Galles
(mt : 20 - 15)
Homme du match :  Courtney Lawes
Points marqués :
- Angleterre : 2 essais de Care (4e) et Burrell (33e) ; 2 transformations de Farrell (5e, 34e) ; 5 pénalités de Farrell (18e, 26e, 45e, 54e, 58e)
- Galles : 6 pénalités de Halfpenny (9e, 22e, 30e, 37e, 40e, 56e)

Évolution du score : 7-0, 7-3, 10-3, 10-6, 13-6, 13-9, 20-9, 20-12, 20-15, 23-15, 26-15, 26-18, 29-18 
Arbitre :  Romain Poite
Résumé :
Début de match dominé par les Anglais, comme le montre la percée du pilier Wilson en plein cœur de la défense galloise, qui ramène le jeu à quelques mètres de l'en-but. Dans la continuité de l'action, les Anglais obtiennent une pénalité, rapidement jouée par le demi de mêlée Care qui surprend la défense adverse et file marquer le premier essai du match. Farrell transforme, (7-0) à la 5e minute. La suite de la première période est toujours marquée par une forte domination du XV de la rose, mais sans réussir à creuser l'écart. L'indiscipline de part et d'autre occasionne un duel de buteurs. Chacun leur tour, Halfpenny et Farrell se répondent sans trembler en ne manquant aucune pénalité. À la 31e minute, le score est de (13-9). Deux minutes plus tard, à la suite d'une touche perdue par le pays de Galles dans ses 22 mètres, et après deux temps de jeu, le centre Twelvetrees joue au pied à ras de terre dans l'en-but, Burrell est le plus rapide et aplatit. Farrell transforme, (20-9) à la 34e minute. Les Anglais toujours commettant toujours autant de fautes, permettent à Halfpenny de faire revenir son équipe à (20-15) à la mi-temps grâce à deux pénalités.
Le pays de Galles revient avec de bonnes intentions dans ce début de seconde mi-temps, bousculant la défense anglaise, mais Roberts mal inspiré, gâche une belle occasion d'essai en se débarrassant du ballon au pied. Les Anglais opportunistes, profitent des fautes adverses pour creuser l'écart grâce à deux pénalités de Farrell, (26-15) à la 54e. Halfpenny, toujours aussi précis, entretient l'espoir du XV du poireau en passant sa sixième pénalité de la rencontre, (26-18) à la 56e. Mais le demi d'ouverture anglais ne manque pas l'occasion de redonner un peu d'air à son équipe, (29-18) à la 58e minute. Les Anglais gèrent ensuite la fin de match, monopolisant le ballon. Score final (29-18). À l'issue de ce match, le pays de Galles ne peut plus gagner le Tournoi et être la première nation à le remporter à trois reprises à la suite. De son côté, le XV de la rose remporte la Triple Couronne pour la première fois depuis 2003.
| Angleterre · Titulaires · 15 Mike Brown 78e · 14 Jack Nowell · 13 Luther Burrell · 12 Billy Twelvetrees · 11 Jonny May · 10 Owen Farrell 78e · 9 Danny Care 78e · 8 Ben Morgan · 7 Chris Robshaw (cap.) · 6 Tom Wood 78e · 5 Courtney Lawes · 4 Joe Launchbury 72e · 3 David Wilson 72e · 2 Dylan Hartley 68e · 1 Joe Marler 63e · Remplaçants · 16 Tom Youngs 68e · 17 Mako Vunipola 63e · 18 Henry Thomas 72e · 19 Dave Attwood 72e · 20 Tom Johnson 78e · 21 Lee Dickson 78e · 22 George Ford 78e · 23 Alex Goode 78e · Entraîneur · Stuart Lancaster |  | Pays de Galles · Titulaires · 74e Leigh Halfpenny 15 · Alex Cuthbert 14 · Jonathan Davies 13 · Jamie Roberts 12 · George North 11 · 61e Rhys Priestland 10 · 52e Rhys Webb 9 · Toby Faletau 8 · (cap.) Sam Warburton 7 · 72e Dan Lydiate 6 · 72e Alun Wyn Jones 5 · 72e Jake Ball 4 · 66e Adam Jones 3 · 54e Richard Hibbard 2 · 53e à 63e 63e Gethin Jenkins 1 · Remplaçants · 54e Ken Owens 16 · 63e Paul James 17 · 66e Rhodri Jones 18 · 72e Andrew Coombs 19 · 72e Justin Tipuric 20 · 52e Mike Phillips 21 · 61e Dan Biggar 22 · 74e Liam Williams 23 · Entraîneur · Warren Gatland |

## Cinquième journée

### Italie - Angleterre
(mt : 6 - 24)
Homme du match :  Mike Brown
Points marqués :
- Italie : 1 essai de Sarto (68e) ; 2 pénalités de Orquera (6e, 22e)
- Angleterre : 7 essais de Brown (12e, 37e), Farrell (31e), Nowell (52e), Vunipola (60e), Tuilagi (67e) et Robshaw (80e) ; 7 transformations de Farell (13e, 32e, 39e, 53e, 61e, 67e, 80e) ; 1 pénalité de Farrell (10e)

Évolution du score : 3-0, 3-3, 3-10, 6-10, 6-17, 6-24, 6-31, 6-38, 6-45, 11-45, 11-52
Arbitre :  Pascal Gaüzère
Résumé :
Début de match équilibré, l'Italie ouvrant le score grâce à Orquera sur pénalité, (3-0) à la 6e. Rapidement, Farrell permet à son équipe d'égaliser sur pénalité, (3-3). À la 12e, sur une attaque anglaise, Burrell passe après contact à Brown qui prend de vitesse la défense italienne le long de la ligne de touche et marque le premier essai du match. Farrell transforme, (3-10). Orquera permet à son équipe de recoller un peu au score sur pénalité, (6-10) à la 22e minute. Mais l'Angleterre va prendre le dessus sur son adversaire. À la suite d'une poussée des avants du XV de la rose qui amènent le jeu à quelques mètres de l'en-but italien, Care sort le ballon du regroupement et passe à Farrell qui file à l'essai. Ce dernier se charge de la transformation, (6-17) à la 32e minute. Juste avant la fin de la première période, à la suite d'une touche anglaise, ces derniers jouent au large et Farrell transmet à Brown qui transperce le rideau défensif et aplatit dans l'en-but, son quatrième essai dans ce tournoi. Farrell transforme, score à la mi-temps (6-24).
Dès le début de la seconde mi-temps, mêlée anglaise à 5 mètres l'en-but italien, le ballon sort et part rapidement à l'aile où Nowell file à l'essai. Farrell transforme, (6-31) à la 52e. Le match à sens unique continue avec l'attaque anglaise qui navigue devant l'en-but italien pendant plusieurs phases de jeu, puis Twelvetrees transperce la défense et donne à Vunipola qui aggrave le score, (6-38). À la 67e minute, Tuilagi marque à son tour un essai pour son retour en sélection. Farrell transforme, (6-45). Sur le coup d'envoi, les Anglais organise depuis leur camp une nouvelle offensive, mais Launchbury se fait intercepter sa passe par Sarto qui sauve l'honneur de son équipe en marquant cet essai, (11-45). Les Italiens encaissent un septième et dernier essai dans les arrêts de jeu marqué par le capitaine Robshaw. Score final (6-52), les transalpins terminent le tournoi sur une claque infligée par le XV de la rose et décroche la cuillère de bois, la première depuis 2009.
| Italie · Titulaires · 15 Luke McLean · 14 Angelo Esposito · 13 Michele Campagnaro · 12 Gonzalo García 72e · 11 Leonardo Sarto · 10 Luciano Orquera 43e · 9 Tito Tebaldi 66e · 8 Sergio Parisse (cap.) · 7 Robert Barbieri · 6 Joshua Furno 55e · 5 Marco Bortolami 50e à 60e · 4 Quintin Geldenhuys · 3 Lorenzo Cittadini 46e 74e · 2 Leonardo Ghiraldini · 1 Matías Agüero 46e · Remplaçants · 16 Davide Giazzon · 17 Michele Rizzo 46e · 18 Alberto De Marchi 46e 74e · 19 George Biagi 61e · 20 Paul Derbyshire 55e 61e · 21 Edoardo Gori 66e · 22 Tommaso Allan 43e · 23 Andrea Masi 72e · Entraîneur · Jacques Brunel |  | Angleterre · Titulaires · Mike Brown 15 · Jack Nowell 14 · 53e Luther Burrell 13 · 70e Billy Twelvetrees 12 · Jonny May 11 · Owen Farrell 10 · 66e Danny Care 9 · Ben Morgan 8 · (cap.) Chris Robshaw 7 · 66e Tom Wood 6 · Courtney Lawes 5 · 70e Joe Launchbury 4 · 70e David Wilson 3 · 53e Dylan Hartley 2 · 75e Mako Vunipola 1 · Remplaçants · 53e Tom Youngs 16 · 75e Matt Mullan 17 · 70e Henry Thomas 18 · 70e Dave Attwood 19 · 66e Tom Johnson 20 · 66e Lee Dickson 21 · 70e George Ford 22 · 53e Manu Tuilagi 23 · Entraîneur · Stuart Lancaster |

### Galles - Écosse
(mt : 27 - 3)
Homme du match :  Liam Williams
Points marqués :
- Galles : 7 essais de Liam Williams (15e), North (33e, 41e), Roberts (38e, 47e), Faletau (52e) et Rhodri Williams (73e) ; 5 transformations de Biggar (16e, 34e, 39e, 48e) et Hook (74e) ; 2 pénalités de Biggar (8e, 23e)
- Écosse : 1 pénalité de Laidlaw (3e)

Évolution du score : 0-3, 3-3, 10-3, 13-3, 20-3, 27-3, 32-3, 39-3, 44-3, 51-3  
Arbitre :  Jérôme Garcès
Résumé :
L'Écosse prend rapidement les devants au tableau d'affichage grâce à une pénalité de Laidlaw, (0-3) à la 3e minute. Biggar permet rapidement au pays de Galles de revenir au score également sur pénalité, (3-3). À la 15e minute, les Gallois pilonnent la défense écossaise dans ses 22 mètres, le ballon part ensuite à l'aile où Liam Williams marque le premier essai du match. Biggar transforme, (10-3). À la 22e minute, l'arrière écossais Hogg est expulsé à la suite d'un coup d'épaule asséné au visage de Biggar. Grâce à cette supériorité numérique, le pays de Galles domine outrageusement ce match. Biggar aggrave immédiatement le score sur pénalité, (13-3) à la 23e. Puis l'arrière Williams récupère une chandelle écossaise dans son camp, remonte le ballon, le transmet à Phillips, qui passe à North, ce dernier fait parler sa vitesse et file à l'essai. Biggar transforme, (20-3) à la 33e minute. Juste avant la mi-temps, une nouvelle attaque galloise transperce la défense adverse, l'action est conclue par Roberts. Biggar transforme, score à la mi-temps (27-3).
Dès le début de la seconde période, Phillips joue rapidement une pénalité obtenue au centre du terrain. L'action se termine à l'aile où North inscrit son deuxième essai, (32-3) à la 41e. Six minutes plus tard, alors que les Écossais ont une touche à 5 mètres de la ligne galloise, le lancer est raté et le XV du poireau remonte tout le terrain à la suite de multiples passes et Roberts marque à son tour son deuxième essai, transformé par Biggar, (39-3). À la 52e minute, une nouvelle offensive galloise permet à Faletau de creuser l'écart, (44-3). À la 73e minute, à la suite d'une mêlée au centre du terrain pour le pays de Galles, le ballon part à l'aile. Hook le long de la ligne de touche, tape au pied à suivre dans les 22 mètres écossais, Rhodri Williams récupère le ballon et franchit la ligne d'en-but. Hook transforme, score final (51-3).
Le XV du chardon subit la plus lourde défaite dans ses confrontations face au pays de Galles.  
| Pays de Galles · Titulaires · 15 Liam Williams 62e · 14 Alex Cuthbert · 13 Jonathan Davies · 12 Jamie Roberts · 11 George North · 10 Dan Biggar 62e · 9 Mike Phillips 53e · 8 Toby Faletau · 7 Sam Warburton (cap.) · 6 Dan Lydiate 53e · 5 Alun Wyn Jones · 4 Luke Charteris 62e · 3 Rhodri Jones 57e · 2 Ken Owens 57e · 1 Gethin Jenkins 57e · Remplaçants · 16 Richard Hibbard 57e · 17 Paul James 57e · 18 Adam Jones 57e · 19 Jake Ball 62e · 20 Justin Tipuric 53e · 21 Rhodri Williams 53e · 22 Rhys Priestland 62e · 23 James Hook 62e · Entraîneur · Warren Gatland |  | Écosse · Titulaires · 22e Stuart Hogg 15 · 66e Dougie Fife 14 · Alex Dunbar 13 · Matt Scott 12 · Max Evans 11 · Duncan Weir 10 · 61e Greig Laidlaw 9 · David Denton 8 · 8e (cap.) Kelly Brown 7 · Ryan Wilson 6 · 54e Jim Hamilton 5 · Richie Gray 4 · 40e Geoff Cross 3 · 45e Scott Lawson 2 · 45e Ryan Grant 1 · Remplaçants · 45e Ross Ford 16 · 45e Alasdair Dickinson 17 · 40e Euan Murray 18 · 54e Tim Swinson 19 · 8e Alasdair Strokosch 20 · 61e Chris Cusiter 21 · 66e Duncan Taylor 22 · Jack Cuthbert 23 · Entraîneur · Scott Johnson |

### France - Irlande
(mt : 13 - 12)
Homme du match :  Brian O'Driscoll
Points marqués :
- France : 2 essais de Dulin (30e) et Szarzewski (62e) ; 2 transformations de Machenaud (31e, 63e) ; 2 pénalités de Machenaud (1er, 14e)
- Irlande : 3 essais de Sexton (20e, 46e) et Trimble (25e) ; 2 transformations de Sexton (26e, 47e) ; 1 pénalité de Sexton (52e)

Évolution du score : 3-0, 6-0, 6-5, 6-12, 13-12, 13-19, 13-22, 20-22
Arbitre :  Steve Walsh
Résumé :

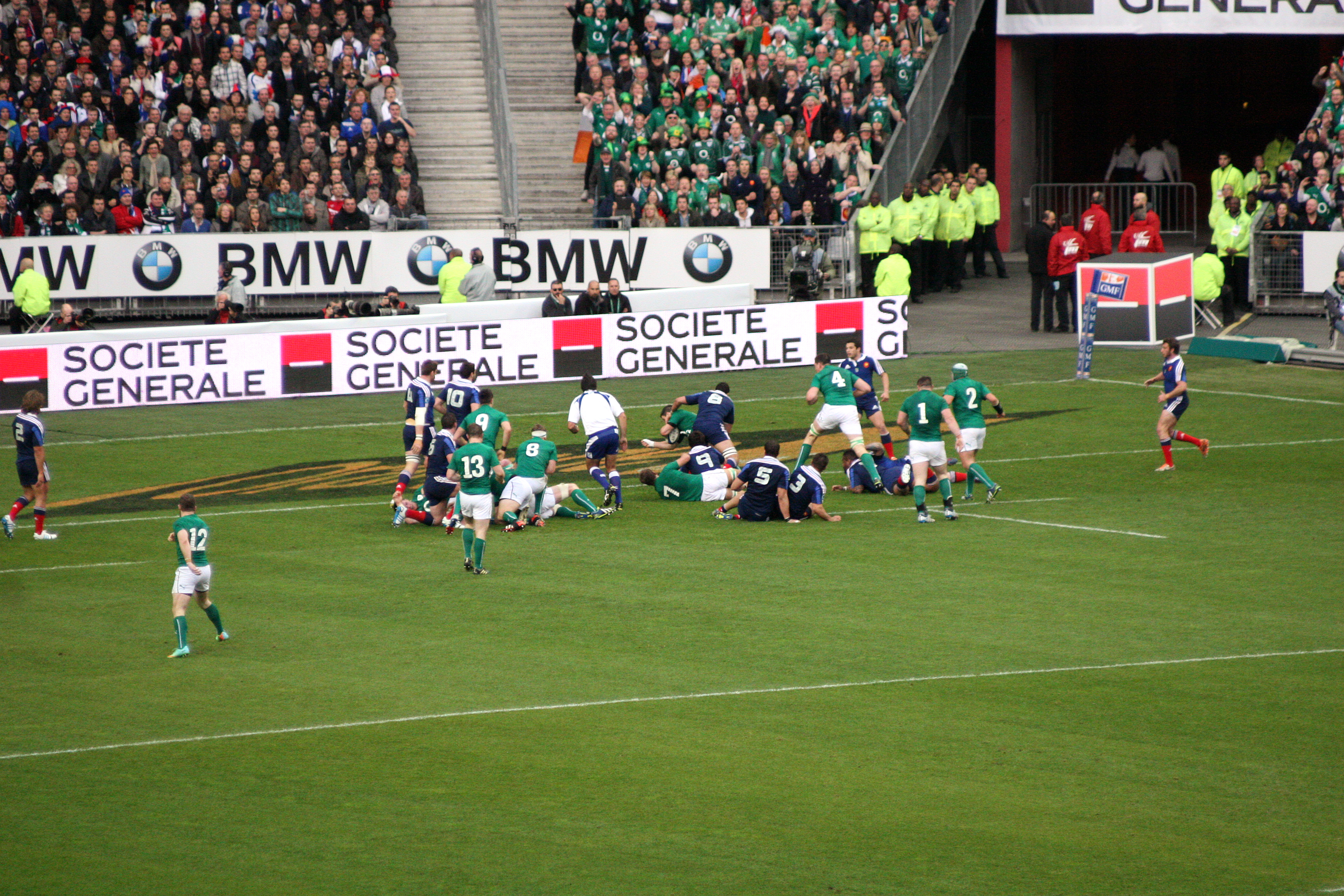
Le premier essai irlandais par J. Sexton

Rapidement après le coup d'envoi, les Français obtiennent une pénalité, leur permettant d'ouvrir le score par l'intermédiaire de Machenaud, (3-0). Une seconde pénalité concédée au quart d'heure de jeu par les Irlandais vient agrandir la marque, (6-0). L'Irlande finit par réagir et au terme d'une belle séquence de jeu, Sexton vient planter le premier essai du match, qu'il ne réussit pas à transformer (6-5) à la 20e minute. Trimble récidive cinq minutes plus tard. La transformation est réalisée par Sexton (6-12). Trois minutes plus tard, après un groupé pénétrant dans les 22 mètres irlandais, l'ouvreur français Talès renverse le jeu au pied jusqu'à l'aile vers Huget. Ce dernier, à la lutte dans les airs avec l'arrière Rob Kearney arrive à volleyer le ballon à Dulin qui aplatit dans l'en-but. Machenaud transforme, (13-12) à la 30e. La première mi-temps s'achève par un drop manqué de la part de Talès, la sortie sur blessure du pilier français Mas remplacé par Slimani, et une pénalité manquée par Sexton. (13-12) à la mi-temps.
La seconde mi-temps commence sur un rythme tout aussi soutenu. Le remplacement à la mi-temps de Domingo par Debaty stabilise la mêlée française, jusqu'ici un peu chahutée. Cela ne suffit cependant pas et Sexton marque le troisième essai irlandais du match. Il devient ainsi l'un des deux meilleurs marqueurs d'essais du tournoi 2014 avec l'anglais Brown. L'ouvreur se charge lui-même de la transformation, (13-19) à la 46e. Cinq minutes plus tard, il permet à son équipe de prendre le large grâce à une pénalité, (13-22). Les bleus ne lâchent pas, et un essai de Szarzewski vient concrétiser cet état d'esprit. Machenaud transforme l'essai (20-22). À la 68e minute, une charge de Bastareaud vient éteindre Sexton qui sort sur civière victime d'une légère commotion. Puis les Français manquent par deux fois l'occasion de prendre l'avantage, tout d'abord sur une pénalité manquée par Doussain puis par l'essai refusé à Chouly en raison d'un en-avant de passe de Papé. Le XV du trèfle est sacré dans ce tournoi, offrant le titre à O'Driscoll pour sa 141e et dernière sélection.
| France · Titulaires · 15 Brice Dulin · 14 Yoann Huget · 13 Mathieu Bastareaud · 12 Gaël Fickou 75e · 11 Maxime Médard · 10 Rémi Talès · 9 Maxime Machenaud 66e · 8 Damien Chouly · 7 Alexandre Lapandry 75e · 6 Louis Picamoles 66e · 5 Yoann Maestri 53e · 4 Pascal Papé (cap.) · 3 Nicolas Mas 36e · 2 Dimitri Szarzewski 68e · 1 Thomas Domingo 40e · Remplaçants · 16 Guilhem Guirado 68e · 17 Vincent Debaty 40e · 18 Rabah Slimani 36e · 19 Alexandre Flanquart 53e · 20 Sébastien Vahaamahina 66e · 21 Wenceslas Lauret 75e · 22 Jean-Marc Doussain 66e · 23 Maxime Mermoz 75e · Entraîneur · Philippe Saint-André |  | Irlande · Titulaires · Rob Kearney 15 · Andrew Trimble 14 · Brian O'Driscoll 13 · 66e Gordon D'Arcy 12 · David Kearney 11 · 68e Jonathan Sexton 10 · 63e Conor Murray 9 · Jamie Heaslip 8 · Chris Henry 7 · 63e Peter O'Mahony 6 · (cap.) Paul O'Connell 5 · Devin Toner 4 · 63e Mike Ross 3 · 70e Rory Best 2 · 70e Cian Healy 1 · Remplaçants · 70e Sean Cronin 16 · 70e Jack McGrath 17 · 63e Martin Moore 18 · 63e Iain Henderson 19 · Jordi Murphy 20 · 63e Eoin Reddan 21 · 68e Ian Madigan 22 · 66e Fergus McFadden 23 · Entraîneur · Joe Schmidt |